# Duchi e margravi del Friuli
I duchi e margravi (o marchesi) del Friuli furono i governanti del ducato del Friuli, della marca del Friuli e della marca di Verona nel Medioevo.
Le date indicate di seguito, quando controverse, sono discusse negli articoli dei rispettivi duchi.
Il titolo di Marchese o margravio legato a Verona sopravvisse e venne trasferito al Margraviato del Baden i cui titolari erano gli eredi di quelli di Verona.

## Periodo longobardo
- Gisulfo I (569–581 ca.)
- Grasulfo I (ca. 581–590), figlio di Gisulfo I
- Gisulfo II (590–610), figlio di Gisulfo I
- Caco e Tasone (610–625 ca.), figli di Gisulfo II, co-governanti
- Grasulfo II (ca. 625–653), fratello di Gisulfo II
- Agone (653–662 ca.)
- Lupo (662–663)
- Arnefrido (contestato) (663), figlio di Lupo
- Vectari (663–671 ca.)
- Landari (ca. 671)
- Rodoaldo (ca. 671–695 ca.)
- Ansfrido (ca. 695–698)
- Adone (698–700 ca.) (reggente)
- Ferdulfo (inizio VIII secolo)
- Corvolo (Inizio VIII secolo)
- Pemmone (ca. 710–737)
- Rachis (737–744), anche re dei Longobardi
- Astolfo (744–749), anche re dei Longobardi
- Pietro (749–756), assieme ad Anselmo (749–751)
- Rotgaudo (774–776)

## Periodi carolingio e post-carolingio

### Margravi del Friuli
A volte indicati anche sia con il titolo civile di "conte" (comes Foroiulii) sia con il titolo militare di "duca" (dux Foroiulii):

#### Non dinastici
- Marcario (776–787)
- Enrico (789–799) (Geroldini)
- Unfrido (799–808) (Hunfridingi)
- Aione (808–817)
- Cadalao (817–819)
- Balderico (819–828)

#### Unrochingi
- Unruoch II (829–846)
- Eberardo (846–863)
- Unroch III (863–874)
- Berengario (874–924), anche re d'Italia e imperatore dei Romani

#### Non dinastici
- Vilfredo (891–896), conte di Verona
- Winterio (ca. 933),
- Almerico I (?–?)
- Almerico II (ca. 950)
- Milone (953–955), conte di Verona

#### Anscaridi
- Berengario II d'Ivrea (955–966), anche re d'Italia

## Margravi di Verona e Aquileia

### Unione con il ducato di Baviera

#### Dinastia dei Liutpoldingi
- Enrico I di Baviera (951–955)
- Enrico II di Baviera, il Litigioso (955–976) e (989–995)
- Enrico III di Baviera, il Giovane (975–978) e (985–989)

### Unione con il ducato di Carinzia

#### Dinastia salica
- Ottone I di Carinzia (978–985) e (995–1004)
- Corrado I di Carinzia (1004–1011)
- Adalberone di Eppenstein (1011–1035), (Eppenstein)
- Corrado II di Carinzia (1035–1038)
- Enrico IV di Franconia, detto il Nero o Enrico VII di Baviera (1039–1047), inoltre re d'Italia e imperatore del S.R.I.

#### Non dinastici
- Guelfo IV di Carinzia (1047–1055)
- Corrado III di Carinzia (1056–1061)
- Bertoldo I di Zähringen (1061–1077). A lui si opposero Ermanno I (1061–1074) e successivamente Ermanno II (1074–1130).

#### Dinastia degli Eppenstein
- Liutpoldo di Eppenstein (1077–1090)
- Enrico V (1093–1122)

#### Dinastia dei Sponheim
- Enrico VI di Carinzia (1122–1123)
- Enghelberto II d'Istria (1123–1135), margravio d'Istria
- Ulrico I di Carinzia (1135–1144)
- Enrico VII di Carinzia (1144–1151)

### Unione con il margraviato di Baden

#### Dinastia di Baden
- Ermanno III (1148–1151). Gli si oppose Ottocaro III di Stiria attorno al 1151.
- Ermanno IV (1155–1184)
- Ermanno V (1190–1243). Gli si oppose Bernardo di Carinzia attorno al 1210.
- Ermanno VI (1243–1250)
- Federico I (1250–1268), fu decapitato.

### Přemyslidi
- Ottocaro II di Boemia (1272–1276), anche re di Boemia

## Duchi del Primo Impero francese
- Géraud Duroc (14 novembre 1808–23 maggio 1813)
- Hortense Duroc (28 ottobre 1813–24 settembre 1829)